# دهستان قاقازان شرقی
دهستان قاقازان شرقی نام دهستانی در بخش مرکزی شهرستان تاکستان، استان قزوین در ایران است. براساس سرشماری مرکز آمار ایران در سال ۱۳۸۵، جمعیت آن ۱۲٬۸۹۰ نفر (۲٬۹۳۰  خانوار) بوده‌است.